# Innokentij Fëdorovič Annenskij
Innokentij Fëdorovič Annenskij in russo Иннокентий Фёдорович Анненский? (Omsk, 20 agosto 1855 – San Pietroburgo, 30 novembre 1909) è stato un poeta, traduttore e critico letterario russo.

## Biografia
Nato a Omsk il 20 agosto 1855, si trasferì a Pietroburgo con la famiglia nel 1860. Iniziò sin da giovanissimo a scrivere versi di carattere simbolista. Nel 1875 si iscrisse alla facoltà di storia e filologia dell'università di Pietroburgo, dove conseguì la laurea quattro anni più tardi. In questa fase, visse e si formò presso il fratello Nikolaj, celebre attivista politico nell'ambito del populismo.
Dopo la laurea, divenne insegnante di lingue e letterature antiche a Pietroburgo. Nel 1891 fu nominato direttore del collegio "Pavel Galagan" di Kiev, per poi essere trasferito, nel 1893, all'Ottavo ginnasio di Pietroburgo, dove rimase fino al 1896. A partire da questa data, Annenskij fu nominato direttore del ginnasio imperiale di Carskoe Selo. Occupò questa posizione fino al 1906, quando venne sollevato dall'incarico e nominato ispettore del distretto scolastico pietroburghese.
Nel frattempo, nel 1904, aveva pubblicato la prima raccolta poetica, Canti sommessi (Тихие песни), sotto pseudonimo. Il tardivo avvicinamento ai circoli letterari del suo tempo si registra unicamente negli ultimi anni della biografia: in particolare a partire dal marzo 1909, quando Annenskij fu coinvolto nella fondazione della rivista "Apollon", che sarebbe divenuto uno dei periodici più importanti dell'Età d'argento. La morte del poeta, avvenuta il 30 novembre 1909, pose prematuramente fine a questo coinvolgimento, e interruppe la preparazione della seconda raccolta poetica, Lo scrigno di cipresso (Кипарисовый ларец), che sarebbe uscita postuma, nel 1910, per le cure del figlio, Valentin Krivič.

## Opere
Scrisse le raccolte di poesie Canti sommessi, 1904, Lo scrigno di cipresso, 1910 e Versi postumi, 1923; i drammi Melanippa la saggia, 1901, Re Issione, 1902,Laodamia, 1907 e Tamiri il citaredo, 1913, e i saggi critici Il libro dei riflessi, 1906 e Il secondo libro dei riflessi 1909.
Curò anche la traduzione delle tragedie di Euripide, le poesie di Orazio, e dei simbolisti francesi, come Charles Baudelaire, Leconte de Lisle, Paul Verlaine, Sully Prudhomme, Arthur Rimbaud e Stéphane Mallarmé.
Simbolista sui generis, Annenskij è lontano dal misticismo ieratico dei simbolisti russi a lui contemporanei: la sua poesia si impernia sulla "corrispondenza" tra il mondo interiore del soggetto lirico e quello esterno